# 趙棫
益王趙棫（1107年—1137年），宋朝宗室。
宋朝第八代皇帝宋徽宗赵佶的第八子，生母刘贵妃，大觀元年（1107年）正月出生，五月賜名趙棫，授橫海軍節度使、檢校太尉，封楊國公。大觀二年（1108年）正月，改任淮南，加開府儀同三司，進封濟陽郡王。政和三年（1113年）正月，正三公官名，授檢校太保，封益王。《开封府状》称靖康之变时“益王棫，二十一岁，已贬庶人”。

## 家族
女：趙虎头，靖康之變被俘，后嫁克锡子。